# Lennart Hannelius
Lennart Hannelius (n. 8 noiembrie 1893, Hangö, Marele Principat al Finlandei, Imperiul Rus – d. 4 mai 1950, Stockholm, Suedia) a fost un trăgător de tir ce a reprezentat Finlanda, medaliat olimpic. A participat la o ediție a Jocurilor Olimpice (1924) în care a câștigat o medalie de bronz.

## Participări
Lista de mai jos prezintă principalele competiții la care a participat Lennart Hannelius de-a lungul carierei.
- shooting at the 1924 Summer Olympics – men's 25 metre rapid fire pistol[*]